# Assassin's Creed Origins
Vous lisez un « article de qualité » labellisé en 2025.
Assassin's Creed Origins est un jeu vidéo d'action-aventure et RPG développé par Ubisoft Montréal et édité par Ubisoft, sorti en octobre 2017. Dixième opus majeur de la série Assassin's Creed et successeur de Syndicate, il plonge les joueurs en Égypte antique, à la fin de la période lagide sous Ptolémée XIII (entre 49 et 38 av. J.-C.). L’histoire suit Bayek de Siwa, un Medjaÿ, et son épouse Aya, en quête de vengeance après le meurtre de leur fils. Le jeu explore aussi la naissance de la Confrérie des Assassins et leur conflit millénaire avec les ancêtres des Templiers.
Ubisoft Montréal pilote le développement pendant quatre ans, après la sortie d’Assassin's Creed IV Black Flag en 2013. Pour garantir une représentation authentique de l’Égypte, l’équipe consulte égyptologues et historiens. Face aux critiques sur la formule répétitive de la franchise, Ubisoft la réinvente en introduisant avec Origins des mécaniques de RPG et un système de combat repensé. Après des sorties annuelles depuis Assassin's Creed II, cet opus bénéficie d’une année supplémentaire de développement, une décision motivée par les ventes décevantes de Syndicate et les problèmes techniques de Unity.
Annoncé à l’E3 2017, le jeu sort le 27 octobre 2017 sur PlayStation 4, Xbox One et PC, puis sur Stadia en décembre 2020. Les critiques saluent l’amélioration par rapport aux précédents opus, soulignant l’histoire, les personnages, les doublages, les systèmes de jeu, la fidélité historique et les visuels. Certains regrettent cependant le rythme, le design des quêtes et des bugs techniques. Commercialisé à plus de 10 millions d’exemplaires en mai 2020, il est nommé à plusieurs récompenses prestigieuses.
Ubisoft accompagne le jeu de deux extensions narratives, Ceux qu'on ne voit pas et La malédiction des Pharaons, et d’un mode Discovery Tour, offrant une exploration pédagogique de l’Égypte sans combat. Son successeur, Assassin's Creed Odyssey, se déroule dans la Grèce antique et continue l'évolution de la série vers le RPG.

## Trame

### Univers
Assassin's Creed Origins se déroule dans l'Égypte antique sous la période ptolémaïque (entre 49 et 43 av. J.-C.), une époque marquée par des conflits politiques, des tensions sociales et l'influence croissante de Rome,. Le jeu explore les dernières années du règne de Cléopâtre VII et la montée en puissance de l'Ordre des Anciens, précurseur de l'Ordre des Templiers. Les villes d'Alexandrie, Memphis, Gizeh et Cyrène, ainsi que les vastes déserts, oasis et ruines anciennes, recréent une Égypte immersive, mêlant réalisme historique et éléments mythologiques,.
Bien que principalement ancré dans une représentation réaliste de l'Égypte, Origins intègre des éléments mythologiques à travers des quêtes secondaires et des séquences oniriques. Les dieux égyptiens tels qu'Anubis, Sobek et Sekhmet apparaissent dans des combats épiques, tandis que les mystères des anciennes pyramides et des tombes perdues ajoutent une dimension surnaturelle à l'aventure. Le jeu s'inspire de faits réels, comme la guerre civile entre Cléopâtre et Ptolémée XIII, tout en y mêlant une narration fictive centrée sur les origines de la Confrérie des Assassins. Les développeurs collaborent avec des égyptologues pour restituer avec précision l'architecture, les traditions et la vie quotidienne de l'époque.

### Personnages

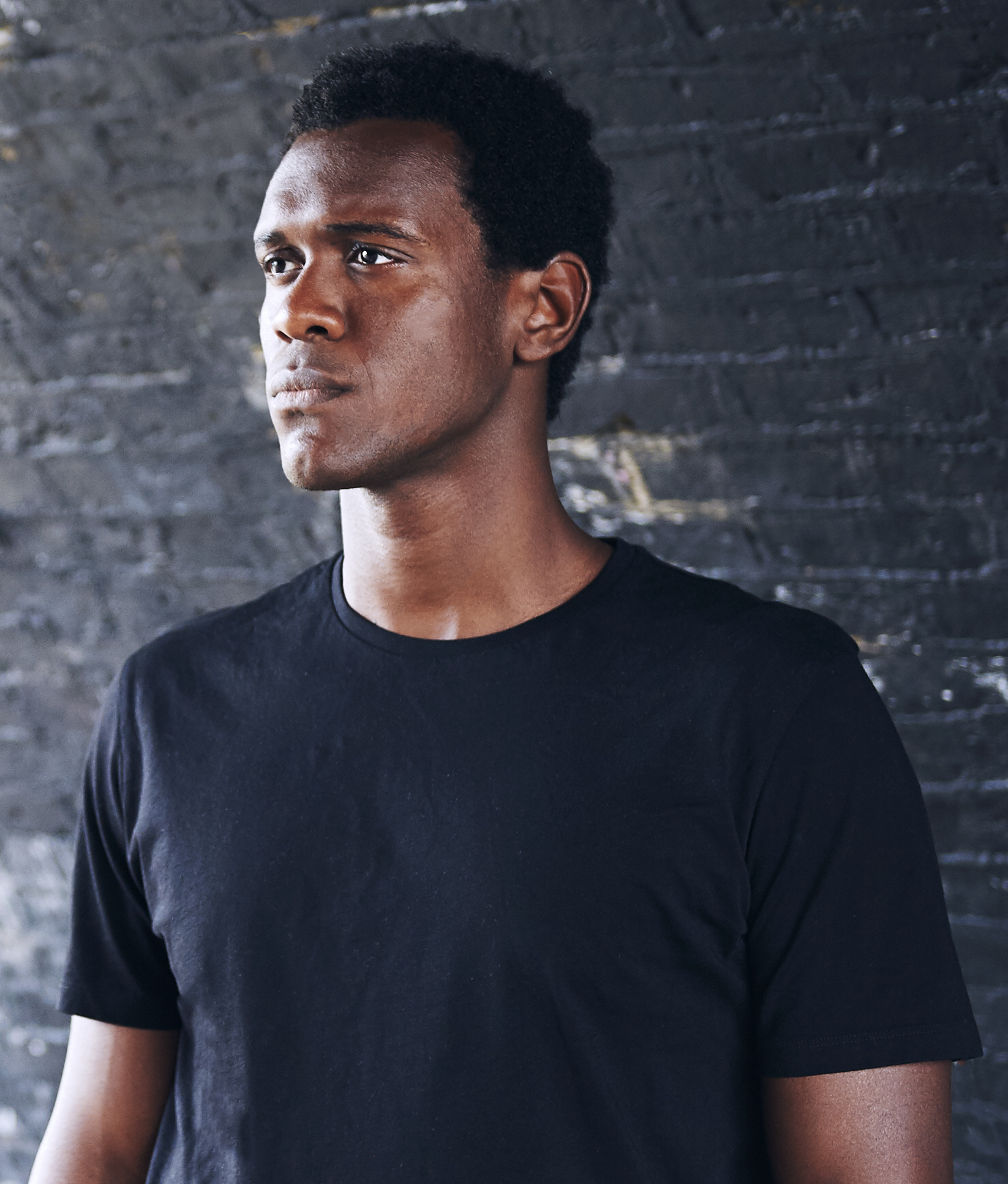
Abubakar Salim, acteur de doublage de Bayek.

Bayek de Siwa (Abubakar Salim) est le protagoniste principal d’Assassin's Creed Origins. Medjaÿ (garde protecteur du peuple) originaire de l’oasis de Siwa, il incarne à la fois un guerrier redoutable et un homme profondément attaché à sa terre et à ses traditions,. Son histoire personnelle, marquée par une tragédie familiale, le pousse à entreprendre une quête de vengeance qui le mène bien au-delà de ses motivations initiales. Au fil de son périple à travers l’Égypte, Bayek devient un symbole de résistance contre l’oppression et joue un rôle central dans la fondation de la Confrérie des Assassins,. Son caractère charismatique, son sens aigu de la justice et sa relation complexe avec son passé en font l’un des héros les plus marquants de la saga. Aya (Alix Wilton Regan),, épouse de Bayek, est une figure tout aussi déterminante dans le récit. Rompue aux intrigues politiques et aux combats, elle œuvre dans l’ombre pour soutenir la cause de Cléopâtre tout en luttant contre l’Ordre des Anciens. Son parcours, étroitement lié à celui de Bayek, prend une dimension plus stratégique au fil de l’histoire, la conduisant à devenir un pilier de la future Confrérie,.
Cléopâtre VII (Zora Bishop), reine d’Égypte, est représentée comme une souveraine ambitieuse et manipulatrice, cherchant à consolider son pouvoir face à son frère Ptolémée XIII et aux ingérences romaines. Alliée temporaire de Bayek et Aya, elle incarne les ambiguïtés du jeu politique, où les loyautés sont sans cesse remises en question. Son rôle historique, mêlant charisme et calcul, est fidèlement retranscrit tout en servant les enjeux narratifs du jeu. Jules César (Michael Nardone) apparaît comme un acteur majeur des événements, symbolisant l’expansionnisme romain et son influence croissante sur l’Égypte. Son arrivée dans le récit bouleverse les équilibres politiques et place Bayek et Aya face à des choix cruciaux. La représentation du général romain, à la fois stratège et opportuniste, s’inscrit dans une vision historique romancée, typique de la série Assassin's Creed.
Enfin, l’Ordre des Anciens constitue la force antagoniste principale du jeu. Précurseur des Templiers, cette organisation secrète cherche à dominer l’Égypte en éliminant tous ceux qui s’opposent à son contrôle. Ses membres, souvent puissants et mystérieux, servent de catalyseurs à l’évolution de Bayek, transformant sa vengeance personnelle en une lutte bien plus vaste. Leur présence renforce les thèmes de conspiration et de résistance, au cœur de l’identité de la saga.
Dans la trame moderne, Layla Hassan (Chantel Riley), scientifique d'Abstergo, utilise l'Animus pour explorer les mémoires de Bayek. Son implication dans la redécouverte des origines de la Confrérie joue un rôle clé dans la trilogie moderne de la saga.

### Liste des lieux et monuments notables détaillés dans le jeu
Le jeu comprend des lieux historiques et mythiques égyptiens,, :
- Abou Simbel ;
- Bibliothèque d'Alexandrie ;
- Colosses de Ramsès II ;
- Clysma ;
- Crocodilopolis ;
- Cyrène ;
- Lac Moéris ;
- Memphis ;
- Mont Sinaï ;
- Nécropole de Gizeh ;
- Nécropole de Saqqara ;
- Nil ;
- Oasis de Siwa ;
- Oasis du Fayoum ;
- Phare d'Alexandrie ;
- Port d'Alexandrie ;
- Pyramides de Gizeh ;
- Pyramide rhomboïdale ;
- Sérapéum ;
- Sphinx de Gizeh ;
- Temple d'Amon (Louxor) ;
- Temple d'Amon (Siwa) ;
- Temple d'Anubis ;
- Temple de Ptah et de Sekhmet ;
- Temple de Sobek et Haroëris ;
- Vallée des Rois.

Temple d'Abou Simbel gardé par des colosses de Ramsès II.
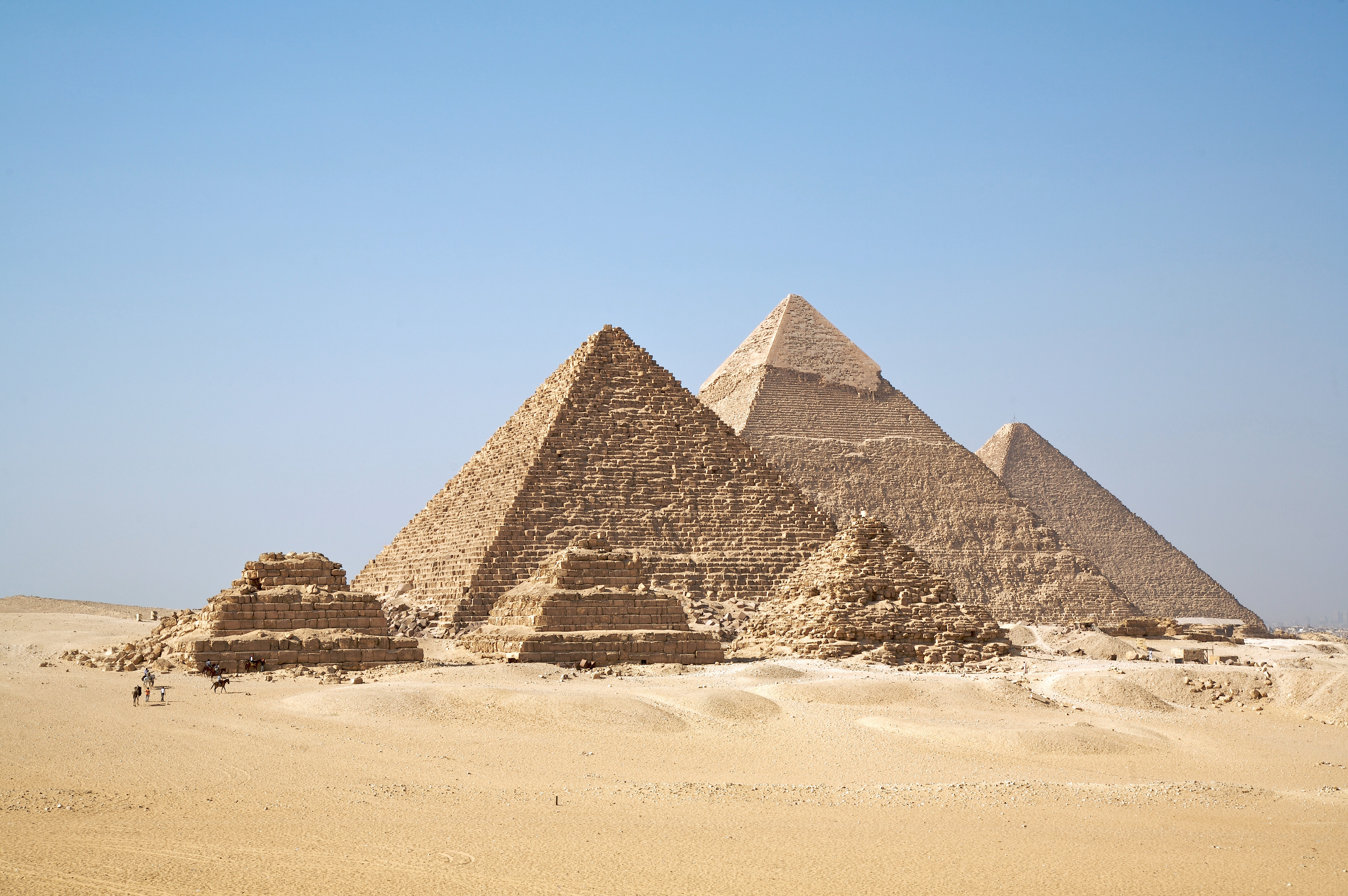
Pyramides de Gizeh.
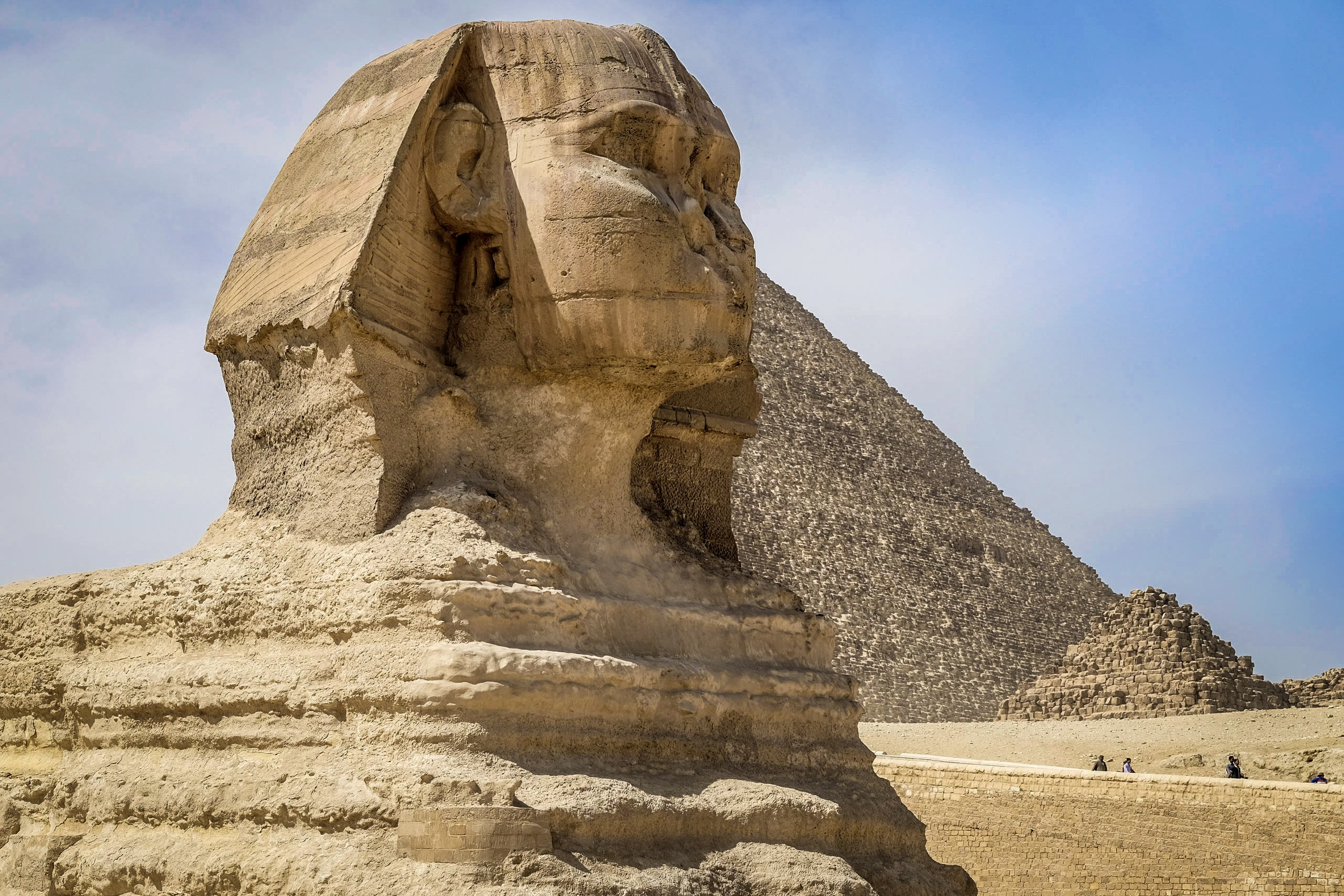
Sphinx de Gizeh.
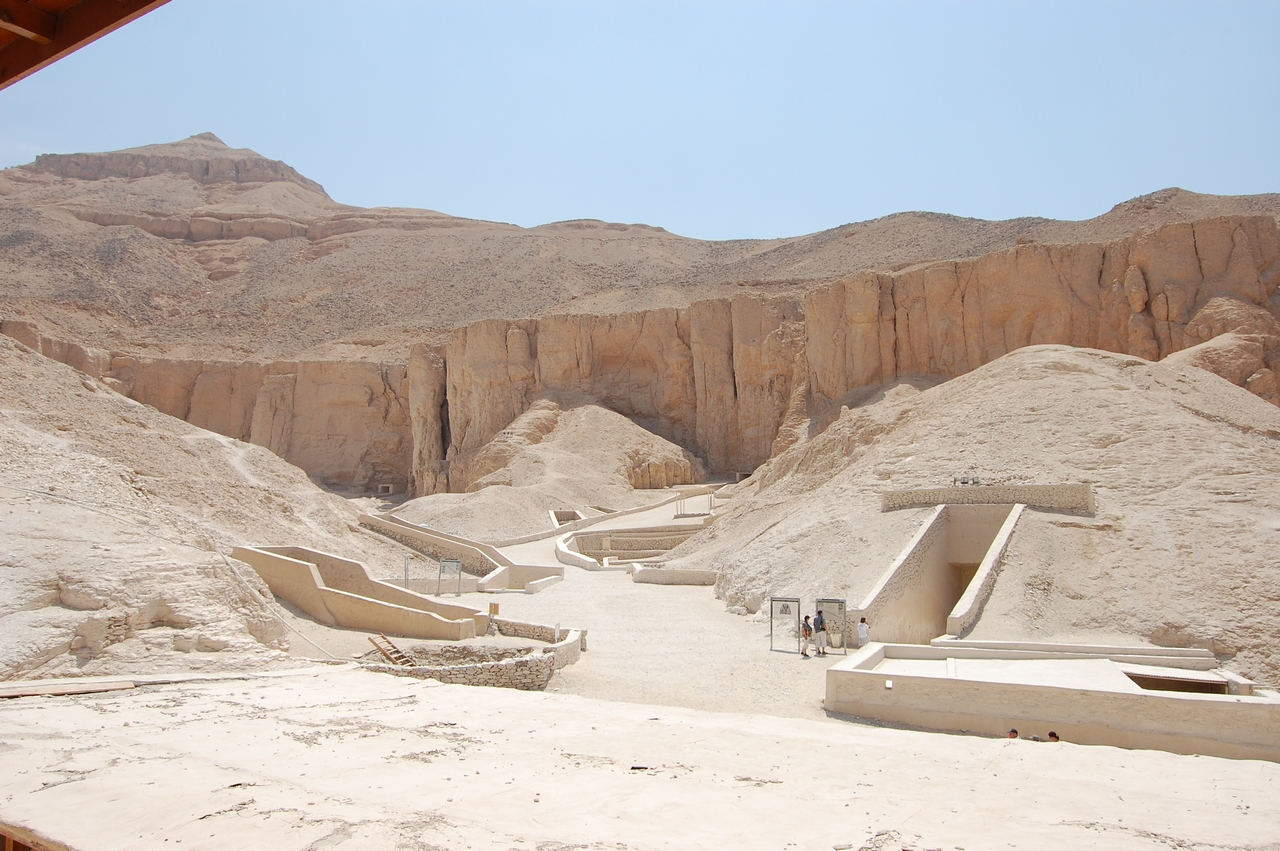
Vallée des Rois.

### Liste des personnages historiques visibles dans le jeu
Assassin's Creed Origins présente un certain nombre de personnages historiques que les joueurs peuvent rencontrer et avec lesquels ils peuvent interagir, dont, :
- Achillas ;
- Apollodore de Sicile ;
- Arsinoé IV ;
- Cléopâtre VII ;
- Jules César ;
- Lucius Septimius ;
- Marc Antoine ;
- Marcus Junius Brutus ;
- Pompée ;
- Pothin ;
- Ptolémée XIII ;
- Ptolémée XIV.

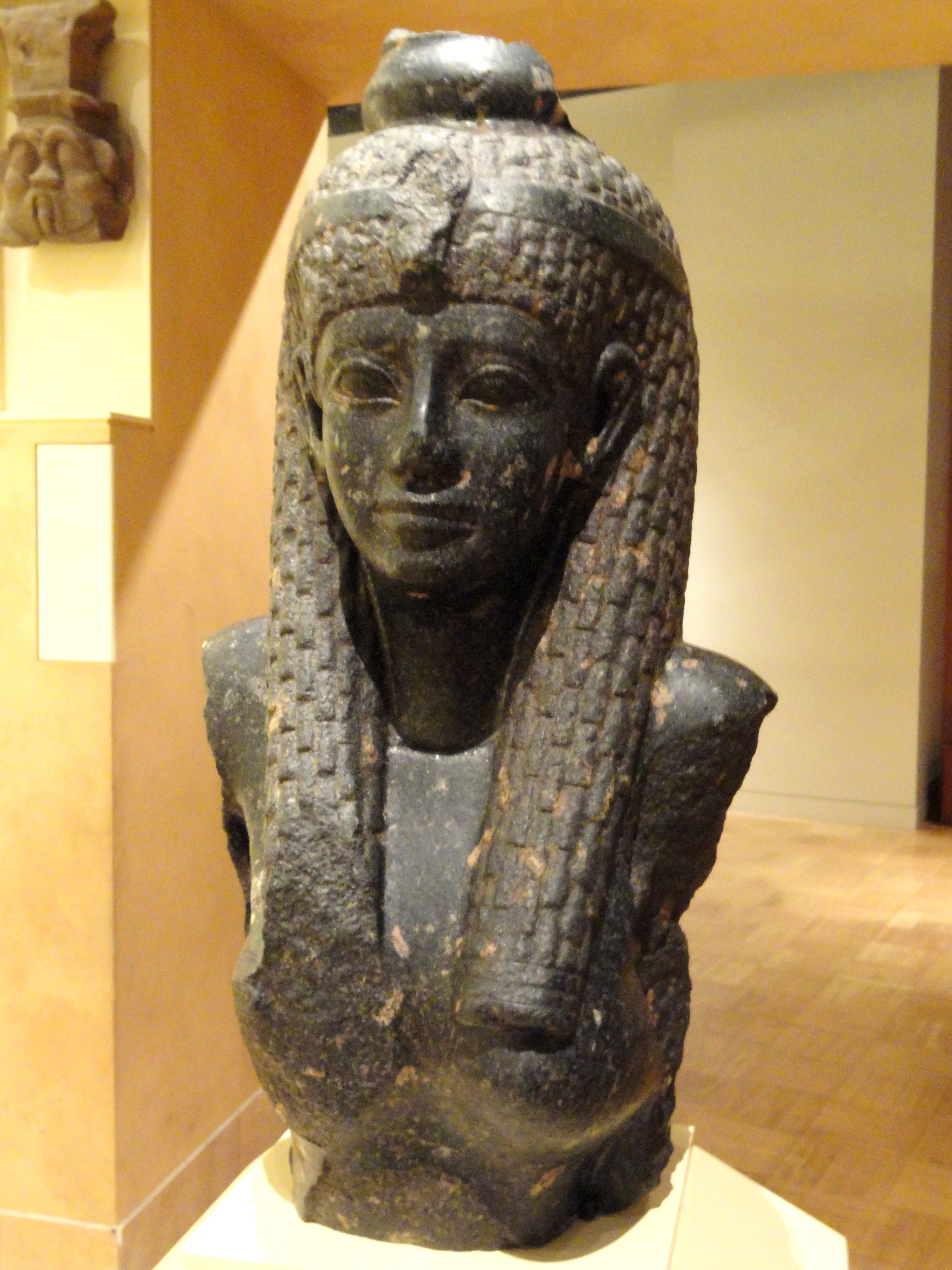
Cléopâtre VII.
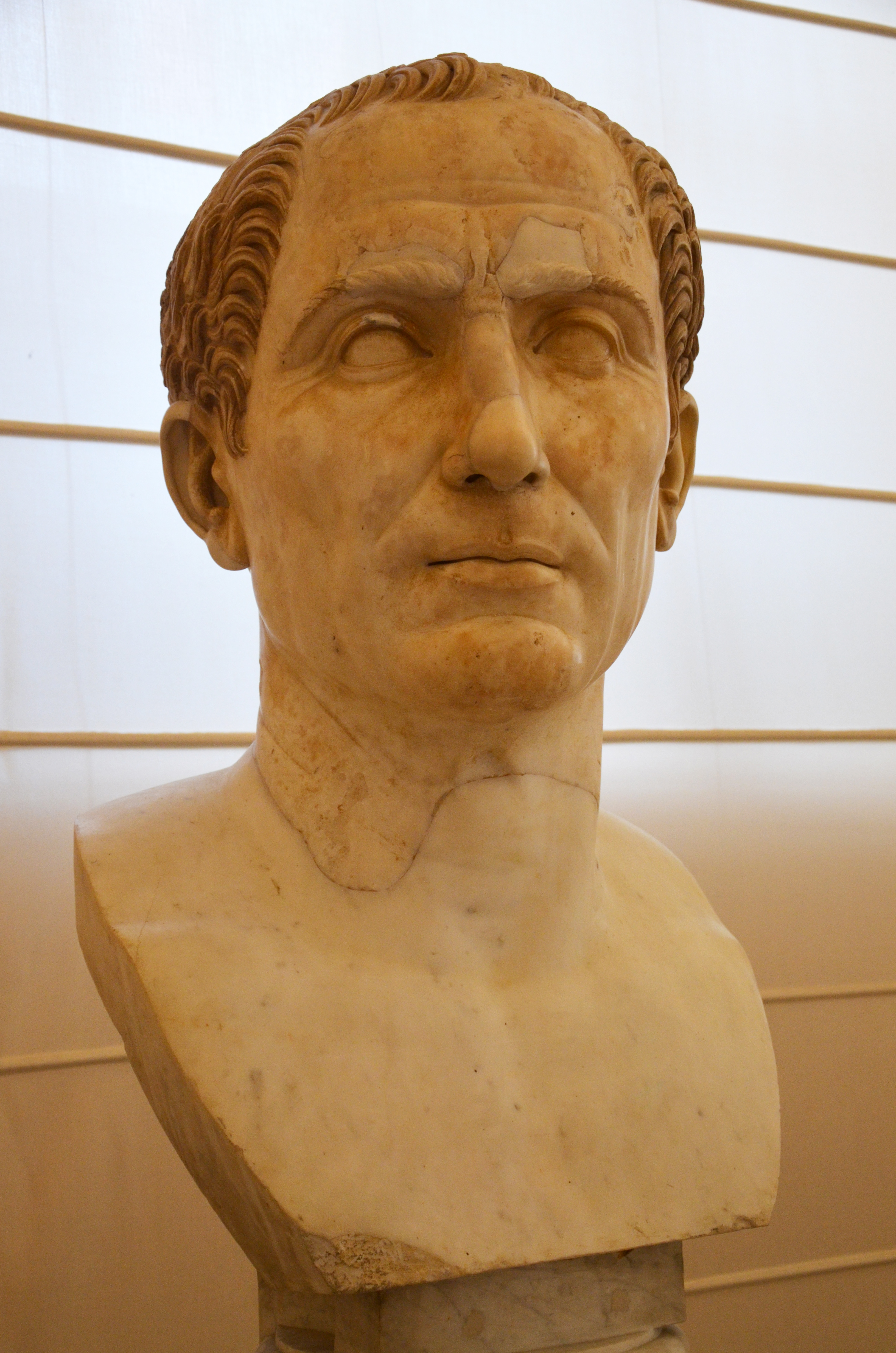
Jules César.
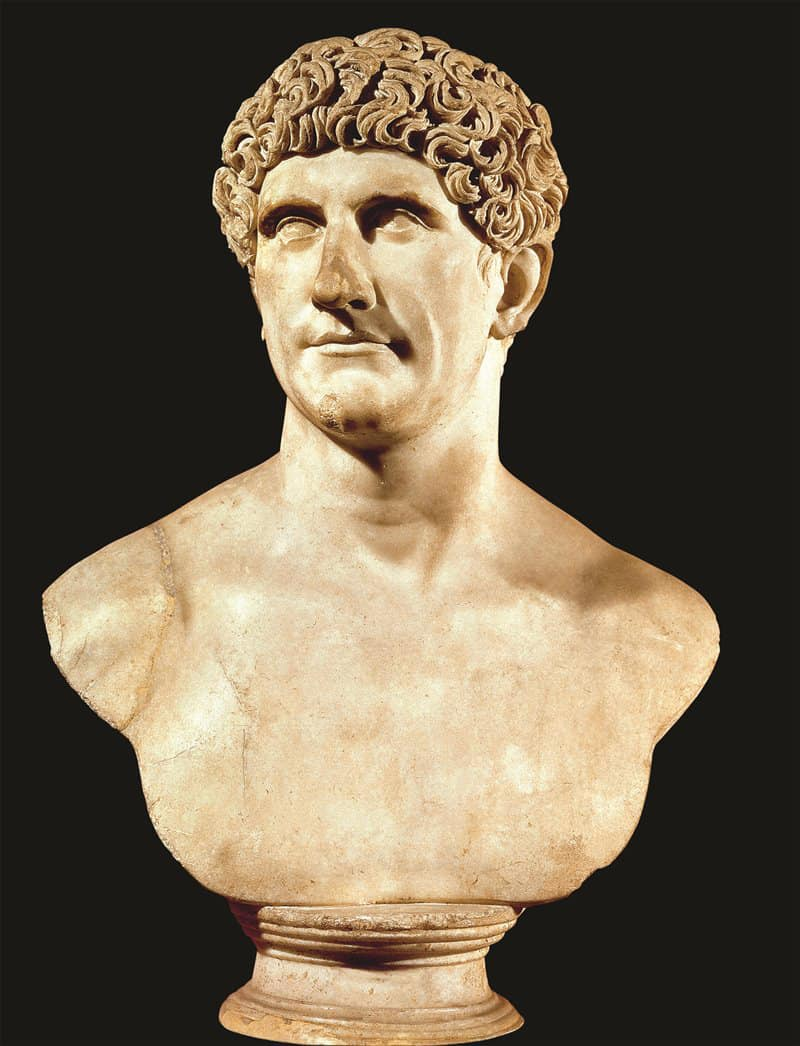
Marc Antoine.
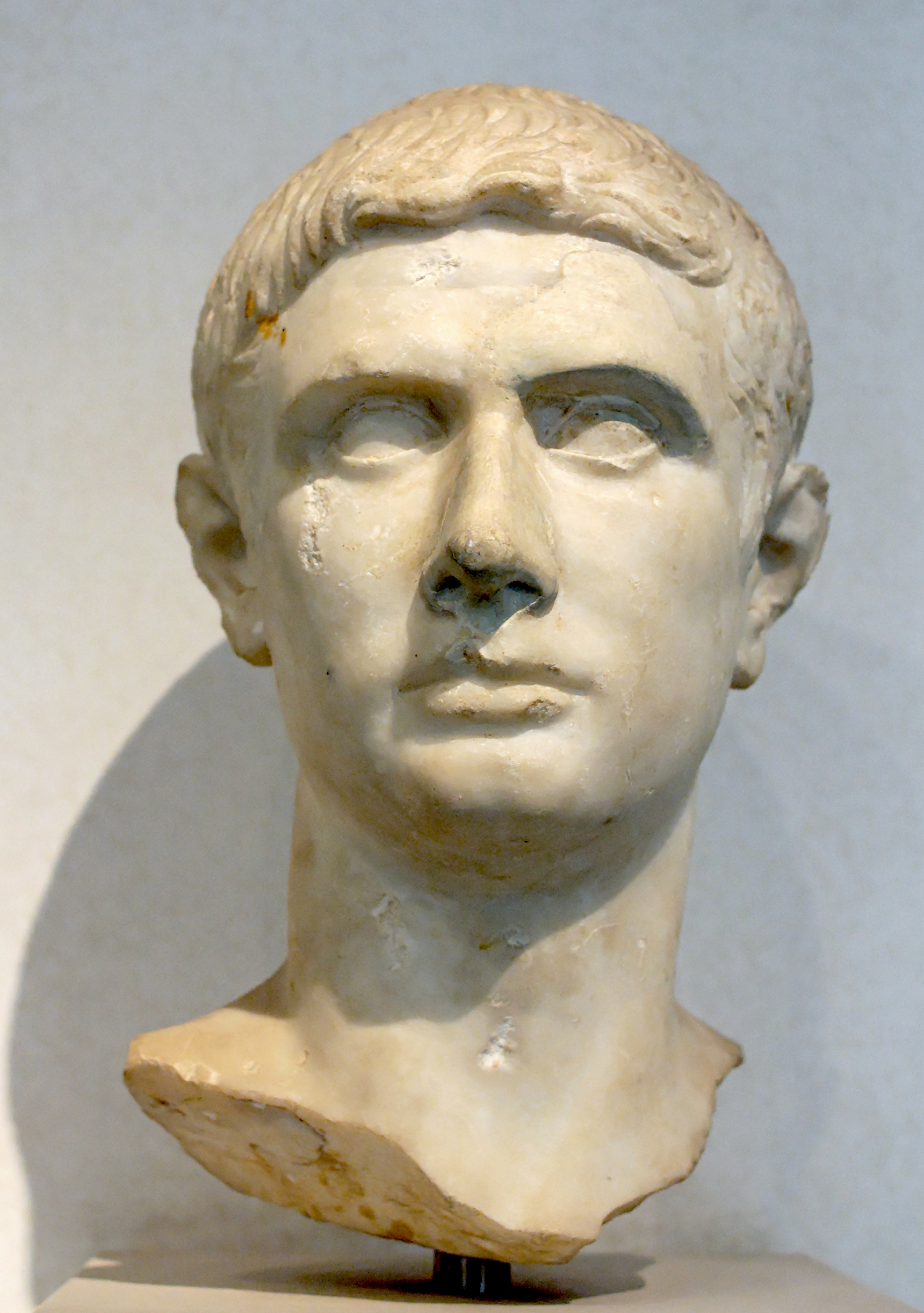
Marcus Junius Brutus.
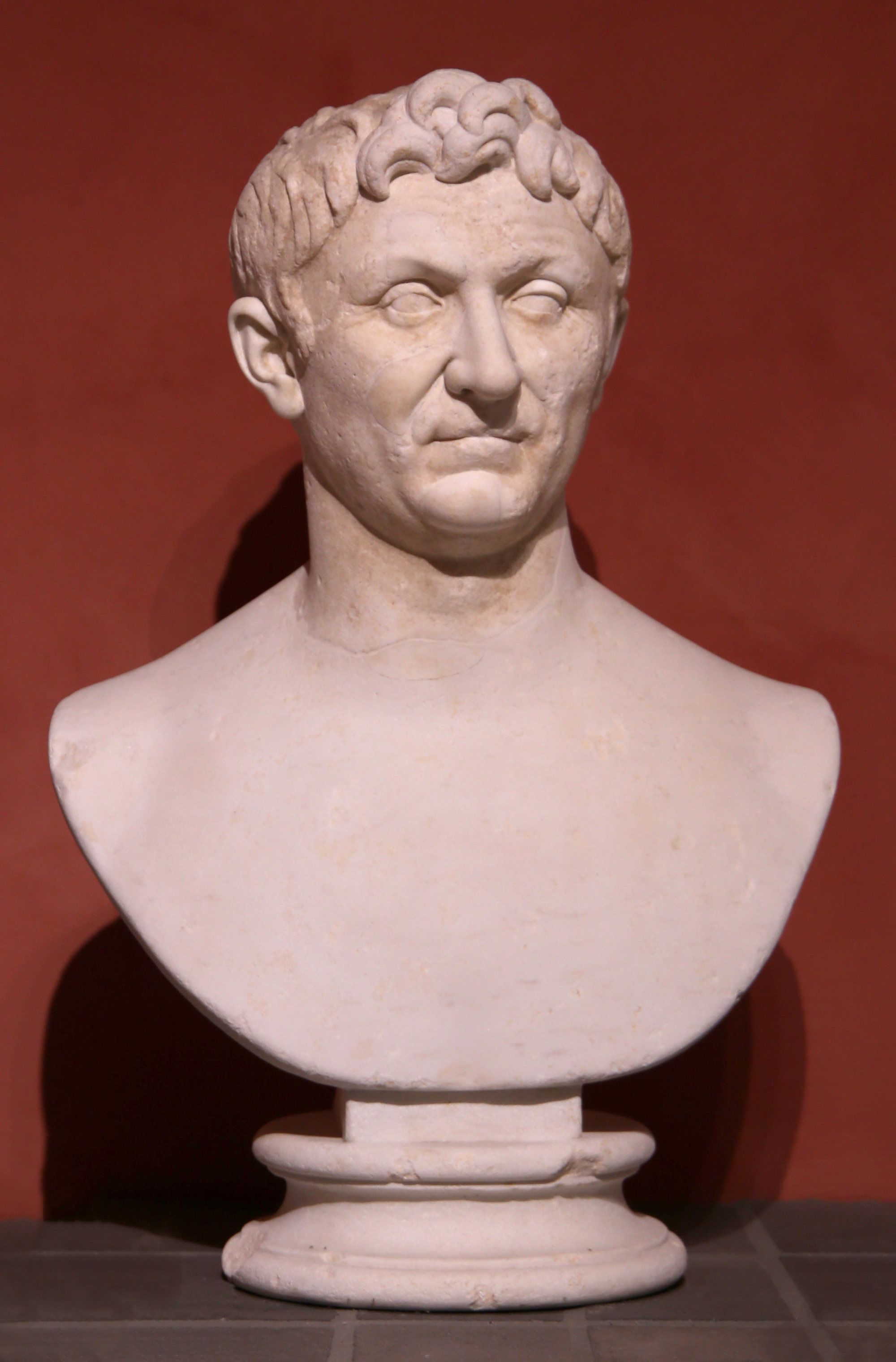
Pompée.
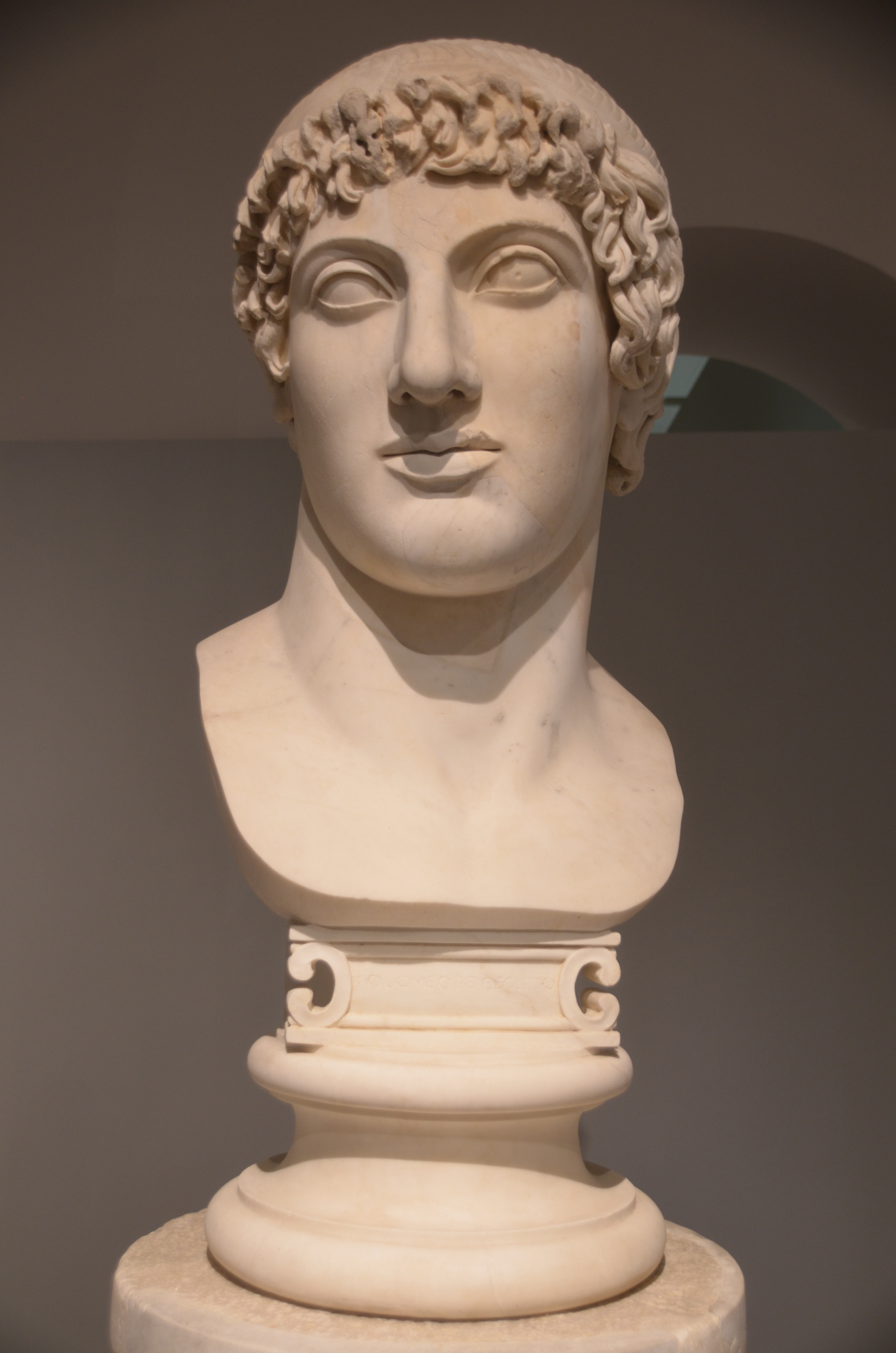
Ptolémée XIII.

### Scénario

#### Intrigue principale

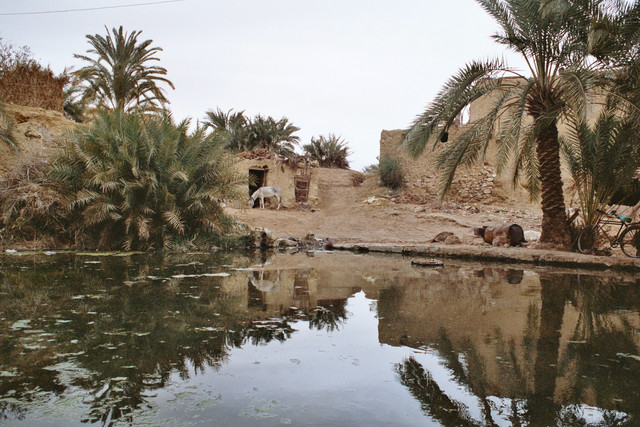
L'oasis de Siwa, lieu de départ de l'histoire.

Layla Hassan est envoyée à la recherche d'artefacts en Égypte, aidée à distance par sa collègue et amie Deanna Geary. Elle découvre les momies de deux précurseurs des Assassins et décide, sans en avertir sa hiérarchie, de mettre de côté sa mission pour explorer leurs mémoires génétiques,.
En 49 av. J.-C., Bayek de Siwa, un Medjaÿ chargé de protéger l'oasis de Siwa, est capturé avec son fils Khemou par des hommes masqués et emmené dans une crypte sous le temple d'Amon. Ils lui confient une Pomme d'Éden inactive, exigeant qu'il l'utilise pour ouvrir la chambre secrète. Khemu aide son père à s'échapper, mais durant la lutte, Bayek tue accidentellement son fils. Un an plus tard, rongé par le remords, Bayek traque les cinq hommes masqués pour assouvir sa vengeance. Après avoir éliminé deux cibles, il rejoint son épouse Aya à Alexandrie. Celle-ci a déjà tué deux autres conspirateurs, ne laissant qu'une dernière cible : le scribe royal Eudoros. Bien que Bayek l'assassine, les dernières paroles d'Eudoros suggèrent l'existence d'autres complices. Aya oriente alors Bayek vers son ami Apollodorus, qui le présente à Cléopâtre. La reine déchue révèle que ces hommes appartiennent à l'Ordre des Anciens, organisation qui l'a évincée du trône et manipule Ptolémée XIII pour contrôler l'Égypte. Aya donne à Bayek une arme confiée par Cléopâtre pour tuer le Serpent, une lame secrète avec laquelle Darius a assassiné Xerxès. En retour, Bayek donne à Aya la pomme d’Eden qu’il a pris sur le cadavre de Medounamoun,.
Cléopâtre confie à Bayek quatre nouvelles cibles. Pendant qu'il les pourchasse, Aya convainc Pompée de soutenir leur cause. Mais lorsque Pompée est assassiné par Lucius Septimius, un membre de l'Ordre, Bayek et Aya aident Cléopâtre à rencontrer Jules César. Séduit, César lui apporte son soutien, scellant la défaite de Ptolémée, qui périt dévoré par des crocodiles en fuyant. Devenue pharaon, Cléopâtre rompt avec ses alliés et pactise avec l'Ordre. Réalisant leur erreur, Bayek et Aya fondent une confrérie secrète pour combattre l'Ordre et défendre la liberté du peuple. En enquêtant sur le tombeau d'Alexandre le Grand, ils découvrent Apollodorus mourant, qui révèle que Flavius Metellus, bras droit de César, dirige l'Ordre et a volé la Pomme d'Éden ainsi que le sceptre d'Alexandre. De retour à Siwa, ils trouvent la crypte ouverte, révélant une carte des autres fragments d'Éden,.
Bayek suit la piste de Flavius jusqu’à Cyrène, où celui-ci exerce son influence sur la population à l’aide de la pomme d’Eden. Bayek parvient à le tuer, vengeant enfin la mort de Khemou. Il rejoint ensuite Aya à Alexandrie qui s’est fait deux nouveaux alliés, Brutus et Cassius, avec qui elle décide de partir à Rome poursuivre Septimius et César. Avant son départ, Aya et Bayek décident de se séparer et d'instaurer un nouveau crédo, posant les bases de ce qui deviendra un jour la Confrérie des Assassins : « Ceux qu'on ne voit pas », œuvrant dans l'ombre pour protéger la liberté du peuple contre les tyrans. Bayek laisse tomber dans le sable un souvenir de Khemou, un crâne d'aigle qui laisse une empreinte devenant l'emblème de la nouvelle confrérie. À Rome, en 44 av. J.-C., Aya tue Septimius puis infiltre le Sénat pour participer à l’assassinat de César, devenu le nouveau chef de l’Ordre des Anciens. Après ça, Aya met en garde Cléopâtre, désormais la mère de Césarion, de subir un sort similaire si elle poursuit la même voie que l’Ordre des Anciens. Se faisant désormais appeler Amunet, elle bâtit sa confrérie à Rome tandis que Bayek construit son bureau à Memphis,.
Alors que Layla ne donne plus signe de vie, Abstergo finit par envoyer une équipe pour l'éliminer, mais elle parvient à les repousser. Elle retourne dans l'Animus, mais est finalement tirée de sa simulation par William Miles, qui l'invite à rejoindre les Assassins pour assurer sa protection. À contrecœur, Layla accepte et part avec William pour Alexandrie. En explorant les souvenirs de Bayek, Layla découvre une série de structures anciennes construites par la Première Civilisation. Chacune renferme un message énigmatique laissant entendre qu'elle jouera un rôle crucial dans un événement apocalyptique à venir,.

#### Ceux qu'on ne voit pas
En 38 av. J.-C., quelques années après la fondation de « Ceux qu'on ne voit pas », Bayek reçoit une lettre de Tahira, la cheffe de leur bureau dans le Sinaï, qui demande son aide car la région a été envahie par Rome et qu'elle et ses hommes sont dépassés par la situation. À son arrivée, Bayek rencontre Gamilat, un de leurs alliés dans le Sinaï, et bâtissent un plan avec Tahira pour attirer le général Rufio, l'un des membres de l'Ordre des Anciens qui dirige les troupes romaines dans la péninsule grâce à ses trois lieutenants situés sur place. Après les avoir assassinés, Bayek retourne au bureau de « Ceux qu'on ne voit pas » mais leur planque est attaquée par les Romains, qui le capturent ainsi que Tahira. Bayek est sauvé par Amunet, mais Tahira meurt de ses blessures subies lors de sa captivité.
Rufio vient finalement avec sa flotte depuis Rome et supervise les opérations à partir de son navire, mais finit par être assassiné par Bayek. Rufio, dans son dernier souffle, révèle que l'Ordre est désormais une idéologie et qu'ils ne disparaîtront pas. Amunet informe ensuite Bayek que Gamilat implante ses hommes parmi les villageois innocents, sachant que les Romains les tueraient sans distinction, afin de motiver plus de personnes à rejoindre la rébellion. Bayek confronte donc Gamilat et le tue quand celui-ci affirme que ses actions sont nécessaires. Après avoir réalisé l'importance d'un credo pour que « Ceux qu'on ne voit pas » assurent leur pérennité, Bayek et Amunet créent leur premier principe : ne pas impliquer les innocents. Amunet retourne ensuite à Rome tandis que Bayek reste en Égypte.

#### La malédiction des Pharaons

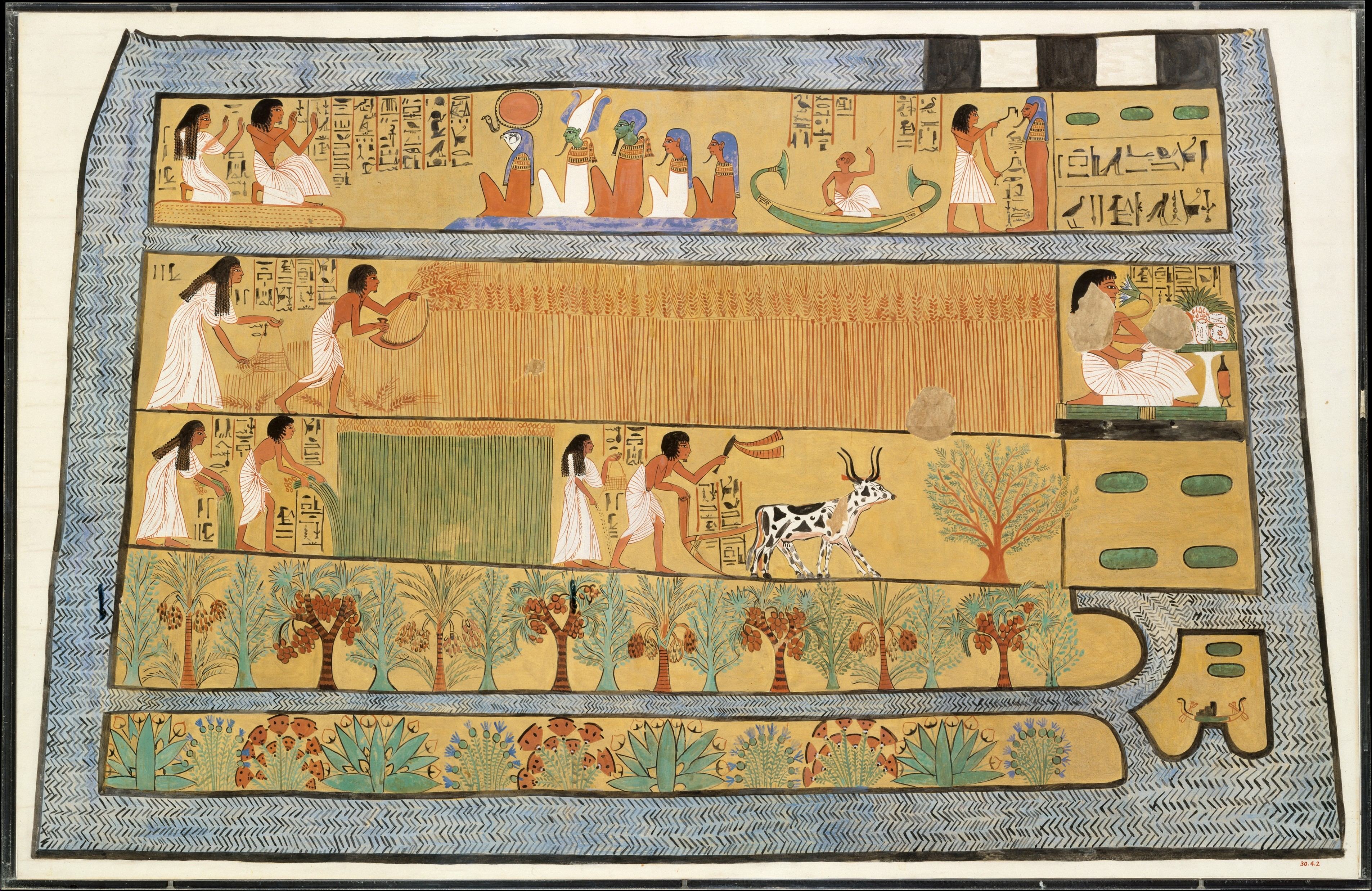
Représentation des champs de roseaux dans la Tombe de Senedjem.

En 34 av. J.-C., Bayek reçoit une lettre d'Amunet qui l'informe d'une perturbation à Thèbes et qu'elle pense que c'est le signe d'un autre Fragment d'Éden. Arrivant sur place pour enquêter, il est témoin d'une malédiction qui a vraisemblablement ranimé d'anciens pharaons décédés pour hanter les habitants de la région. Après avoir vaincu l'esprit de Néfertiti, Bayek apprend que des reliques volées sont vendues au marché noir et se dirige vers la prêtresse Isidora, l'Épouse Divine d'Amon, pour plus d'informations. Se rendant ensuite au marché, il y reçoit une invitation pour les enchères d'une relique volée dans la tombe de Néfertiti. Sur place, Bayek se rend compte que l'artefact a été dérobé par Sutekh, qui a pour intention de le remettre à sa place. Bayek le persuade de le laisser faire et à l'intérieur de la tombe, il découvre un portail qui le transporte dans les champs de roseaux, où il rencontre et bat l'esprit de Néfertiti au combat, celle-ci retrouvant le repos éternel.
Retournant à Thèbes, Bayek rencontre Isidora qui lui conseille d'enquêter sur un culte vénérant le pharaon Akhenaton. Il apprend qu'un Fragment d'Éden était détenu par Akhenaton et se rend dans la tombe du pharaon, qui le guide vers l'Aton à travers un autre portail. Sur place, il terrasse l'esprit de l'ancien pharaon avant de retourner dans le monde réel. Après d'autres investigations, Bayek comprend que le fragment d'Éden est utilisé pour un rituel et comment rendre à Ramsès le Grand le repos éternel. Après avoir vaincu l'esprit de Ramsès, Bayek apprend que le fragment d'Éden a été donné aux prêtres d'Amon et devine qu'Isidora le possèdait depuis le départ. Se servant de la relique pour propager la malédiction, la prêtresse cherche à se venger de la mort de sa mère, tuée par des pilleurs de tombes. Bayek la confronte dans le tombeau de Toutankhamon mais Isidora l'envoie dans la Douât où il affronte l'esprit du pharaon. Après l'avoir vaincu, il tue Isidora et confie le fragment d'Éden à un fidèle ami, qui connaît le danger de cette relique, et lui confie la tâche de la dissimuler.

## Système de jeu

### Généralités
Assassin's Creed Origins est un jeu vidéo d'action-RPG en vue à la troisième personne. Les joueurs accomplissent des quêtes linéaires avec des objectifs définis pour progresser dans l'histoire, tout en pouvant explorer librement le monde ouvert à pied, à cheval, à dos de chameau, en chariot ou en bateau,. L'environnement recrée une grande partie de l'Égypte antique, présentant des déserts immenses, des oasis, des lacs et des cités anciennes comme Alexandrie et Memphis,. Bayek, le protagoniste, peut plonger pour explorer plans d'eau et rivières, une première depuis Black Flag en 2013. En parcourant le monde, les joueurs rencontrent divers PNJ demandant de l'aide pour des missions secondaires impliquant généralement la libération de prisonniers, l'élimination d'ennemis, la collecte d'objets ou l'exploration de lieux particuliers menant souvent à des trésors,,. Les différentes quêtes annexes, bien que moins nombreuses, sont dorénavant bien plus longues et complètes, elles apportent beaucoup à l'univers et aux personnages. L'exploration comprend la visite de tombes et pyramides, l'attaque de repaires de bandits, la résolution d'énigmes pour dénicher des objets rares, ainsi que la découverte de points de synchronisation servant de lieux de voyage rapide,. Les activités annexes proposent notamment des combats en arène contre des vagues d'ennemis progressivement plus difficiles jusqu'à un affrontement contre un boss final, des courses de chars, et la résolution de puzzles. Dans cet opus, la mini-map et la vision d'aigle disparaissent pour laisser place à davantage d'immersion et d'exploration. Le système d'escalade des anciennes versions est ici simplifié, Bayek grimpe facilement partout. Le joueur peut accélérer le cours du temps pour passer plus rapidement au jour ou à la nuit, et il est possible de prendre des photos avec une caméra libre pour partager son aventure avec d'autres joueurs,.

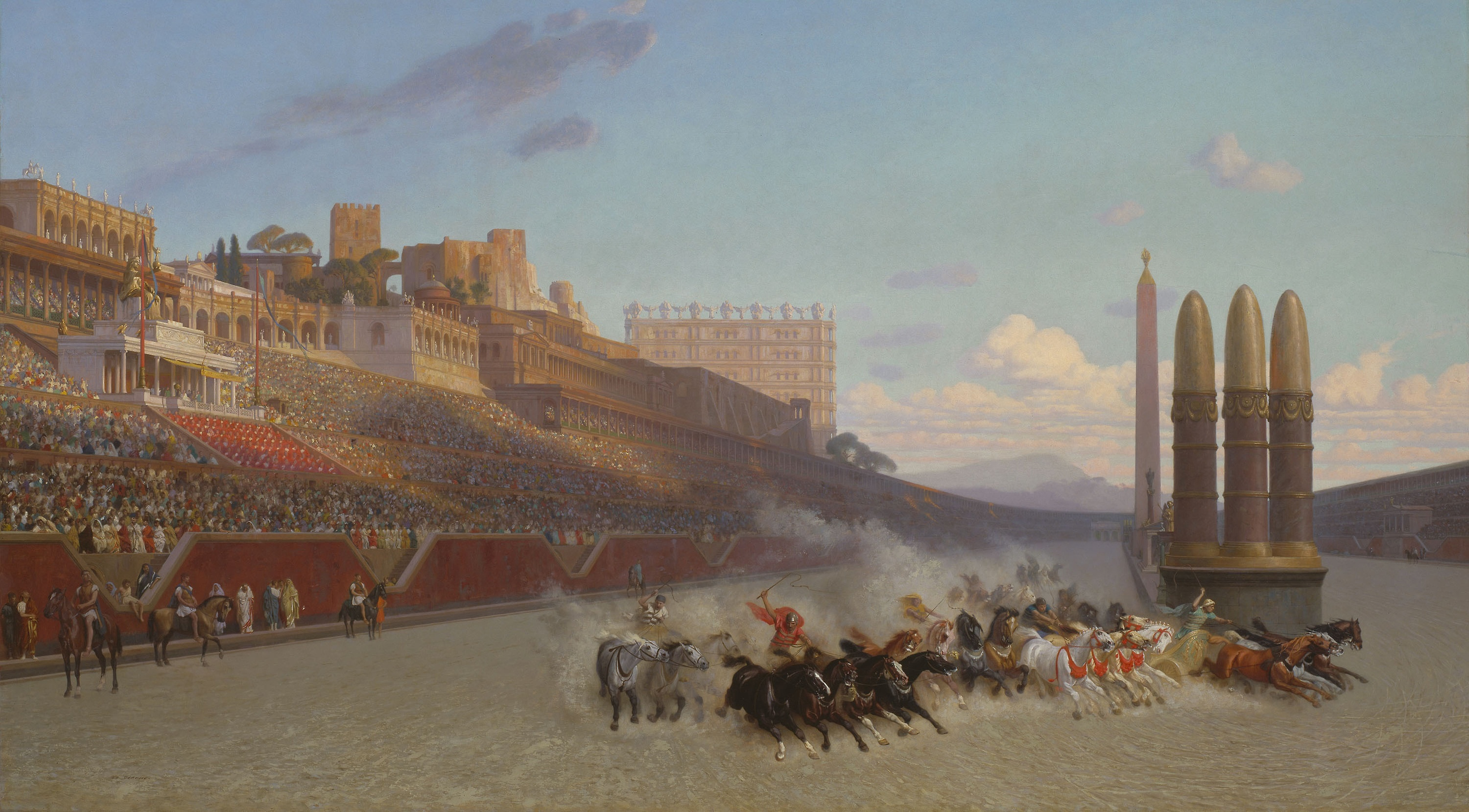
Représentation d'une course de chars, activité disponible dans le jeu.

Les joueurs gagnent de l'expérience en accomplissant diverses actions comme terminer des missions principales et secondaires, découvrir de nouveaux lieux ou vaincre des ennemis. Lorsqu'ils accumulent suffisamment de points d'expérience, ils peuvent monter de niveau et obtenir des points de compétence permettant de débloquer de nouvelles capacités. L'arbre de compétences propose trois branches distinctes : Chasseur, qui améliore les aptitudes de combat à distance de Bayek ; Guerrier, qui renforce ses capacités au corps-à-corps ; et Clairvoyant, qui le transforme en un assassin plus redoutable et efficace. Chaque mission et zone possède un niveau recommandé, obligeant les joueurs à atteindre un certain seuil avant de pouvoir les aborder, sans quoi les ennemis risquent de les surpasser facilement. Pour optimiser son efficacité au combat, Bayek peut fabriquer et améliorer sa lame secrète, son carquois, ses gants, ses bracelets, sa cuirasse et sa sacoche en utilisant des ressources obtenues par la chasse, le démontage d'équipement ou l'attaque de convois transportant des fournitures. Bayek doit également acquérir des pièces en pillant et en explorant des lieux d'intérêt, cette monnaie servant ensuite à acheter ou améliorer des armes, tenues et montures. Bien que des équipements et matériaux d'artisanat puissent être obtenus auprès d'un marchand spécial via des loot boxes achetables uniquement avec la monnaie virtuelle du jeu, certains objets cosmétiques restent exclusivement accessibles via des pièces Helix, nécessitant un achat avec de l'argent réel.

### Combat

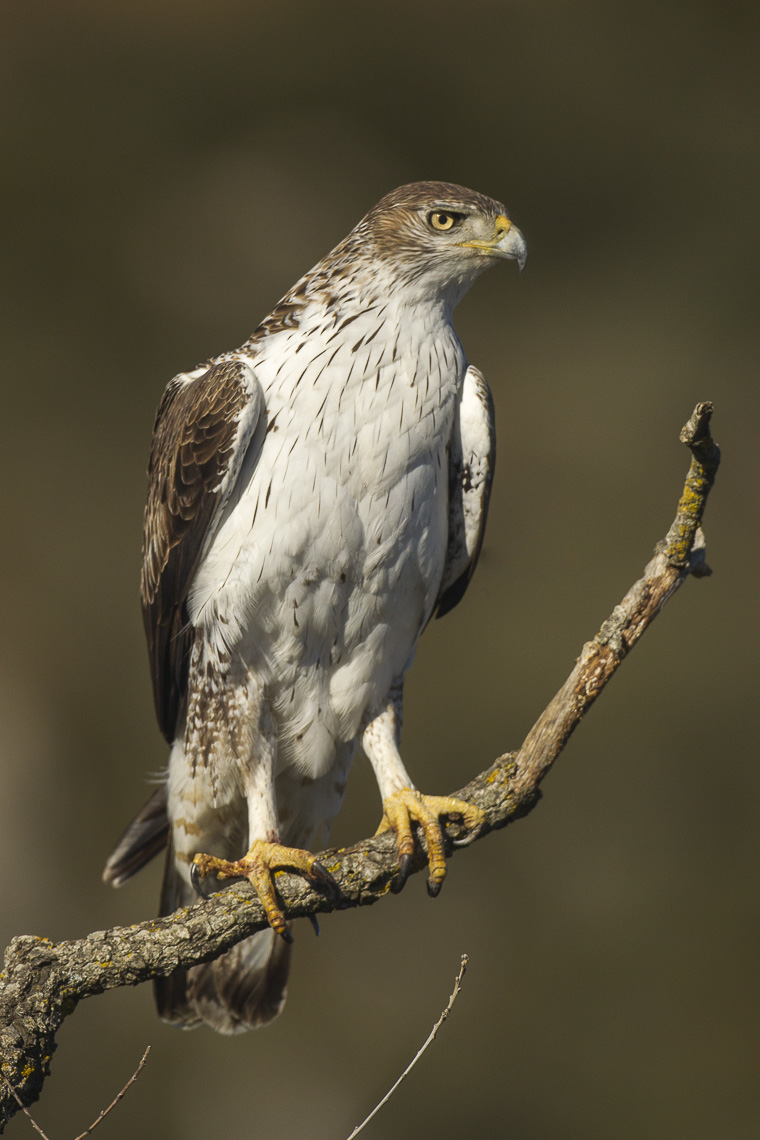
Aigle similaire à Senu.

Les précédents opus de la série Assassin's Creed utilisaient un « système d'animation couplée » où le personnage du joueur interagissait avec un ennemi selon des animations prédéterminées basées sur les entrées du joueur et les mouvements scriptés de l'IA. Origins adopte un « système de hitbox » : lorsque le joueur manie une arme, il frappe directement ce qui se trouve à portée, pouvant blesser l'ennemi ou complètement le manquer,. Le combat propose deux modes d'attaque au corps-à-corps - les attaques légères rapides mais faibles, et les attaques lourdes lentes mais puissantes. Ce système s'accompagne d'une classification des armes en différentes catégories (communes, rares et légendaires) évaluées selon les dégâts infligés, la vitesse et la portée. Bayek peut être équipé de huit types d'armes de mêlée et quatre types d'arcs et de flèches, les armes légendaires étant généralement obtenues en vainquant des ennemis de haut niveau appelés les Phylakes. Comme le combat ennemi suit également le système de hitbox, le joueur dispose d'un bouclier et doit équilibrer capacités offensives et défensives, adaptant ses armes face aux différents archétypes ennemis. Le jeu requiert d'esquiver ou de parer les attaques hostiles. Une jauge d'adrénaline se remplit progressivement pendant les combats, permettant lorsqu'elle est pleine d'exécuter une attaque dévastatrice avec une arme de mêlée. Bayek a aussi accès à des outils comme des fléchettes soporifiques, des fléchettes empoisonnées et des grenades incendiaires, pouvant exploiter l'environnement à son avantage, enflammant des ennemis en tirant sur des bidons d'huile avec des flèches enflammées, ou piégeant des brasiers pour éliminer les ennemis tentant d'appeler des renforts.
Les différents lieux permettent au joueur de choisir son style de jeu, en proposant l'infiltration et le combat direct comme des options tout aussi viables pour accomplir les objectifs. Les joueurs peuvent maîtriser leurs ennemis en s'approchant discrètement derrière eux à l'aide de la lame secrète, bien que les ennemis de haut niveau ne soient pas facilement vaincus. La Vision d'aigle, utilisée dans la franchise pour permettre au joueur de repérer une zone en mettant en évidence les ennemis et les objets, est remplacée par un aigle de Bonelli nommé Senu, qui accompagne le joueur. Ce dernier peut prendre le contrôle de Senu pour explorer une zone à l'avance et marquer les ennemis, qui resteront visibles une fois que le joueur reprendra le contrôle de Bayek. Les joueurs peuvent se cacher dans les hautes herbes ou se déplacer sur les toits pour éviter d'attirer l'attention des ennemis. Bayek peut cependant siffler pour attirer un ennemi vers lui, permettant ainsi un assassinat tout en restant caché. Comme dans les autres jeux Assassin's Creed, Bayek est un expert en free-running et peut escalader presque toutes les structures. Le joueur peut aussi apprivoiser divers prédateurs, qui lui serviront de compagnons et l'aideront contre les ennemis. Les combats navals font leur retour dans certaines sections où le joueur contrôle Aya, qui peut commander un navire et attaquer les vaisseaux ennemis.

## Développement

### Production
Le développement du jeu est dirigé par Ubisoft Montréal, avec l'appui d'autres studios Ubisoft à travers le monde. L'équipe montréalaise avait précédemment travaillé sur Assassin's Creed Revelations et Assassin's Creed IV Black Flag. Le développement débute juste après Black Flag et s'étend sur près de quatre ans. Ubisoft Sofia et Ubisoft Singapour jouent un rôle clé dans la conception de la carte et des quêtes. Sofia se concentre sur les tombes et pyramides, tandis que Singapour développe les combats navals. Jean Guesdon et Ashraf Ismail, déjà à la direction sur Black Flag, reprennent leur rôle de réalisateurs. Près de 1 000 personnes contribuent au projet, dont seulement 300 proviennent du studio montréalais. Ubisoft qualifie cette méthode de « co-développement » : contrairement aux opus précédents, les studios partenaires bénéficient d'une plus grande liberté et leur travail s'intègre plus profondément à l'ensemble,. Ismail explique que ce modèle permet à chaque région du jeu d'être unique. Malgré cette approche, le studio de Montréal impose certaines règles. Par exemple, la distance à parcourir pour une quête est limitée, et chaque zone centrale ne peut comporter qu'une mission « humoristique » et qu'une mission d'éradication. L'objectif d'Ubisoft est de moderniser la série, après la sortie d'Assassin's Creed Syndicate qui n'a pas rencontré le succès escompté,,.

### Direction artistique et véracité historique
L’Égypte antique figurait parmi les décors les plus demandés par les fans, mais Ubisoft avait initialement rejeté l’idée. Alex Hutchinson, directeur créatif d’Assassin’s Creed III, la qualifie même – avec le Japon féodal et la Seconde Guerre mondiale – de « pire choix » pour la série. Plus tard, cependant, Ashraf Ismail confie que l’Égypte était une envie de l’équipe et qu'ils avaient pris en compte les attentes des fans. Selon lui, les contraintes techniques étaient en grande partie responsables de sa mise de côté dans les opus précédents. Le projet initial était extrêmement ambitieux, couvrant non seulement l’Égypte mais aussi la Grèce, la Turquie et d’autres régions méditerranéennes, avec une navigation maritime similaire à Black Flag. Cependant, face à l’ampleur du travail nécessaire (modélisation des décors, des personnages, des costumes, etc.), l’équipe a dû réduire ses ambitions et se concentrer sur une zone géographique plus restreinte. C’est ainsi qu’est né Assassin's Creed Origins, recentré sur l’Égypte et l’ascension de Cléopâtre. L’an 49 av. J.-C. est choisi pour son « choc impressionnant des civilisations » : la culture égyptienne, bien que florissante, décline peu à peu, tandis que Romains et Grecs étendent leur influence, menant à l’annexion par Rome après les événements du jeu. Ismail juge ce cadre comme « épique », symbolisant « la mort d’un monde et la naissance d’un autre ». Pour construire la carte, l’équipe part d’abord de celle de Black Flag, transformant les étendues d’eau en terres. Face à l’immensité du territoire, elle y intègre des mécaniques de jeux de rôle et des quêtes pour le rendre vivant. Les chasses, puzzles et avant-postes militaires sont ajoutés pour encourager l’exploration. Le système de combat est entièrement repensé pour offrir plus de liberté. Pour la première fois dans la série, des niveaux de difficulté sont introduits, afin de le rendre accessible à tous. 
Le studio collabore avec des égyptologues et des historiens, tout en établissant des partenariats avec des universités pour garantir l’accès à des sources fiables. En plus d’embaucher des historiens en interne, l’équipe fait appel à des spécialistes comme Jean-Claude Golvin pour positionner les monuments et reconstituer des peintures antiques,. Ces experts participent activement au processus créatif. Par exemple, Evelyne Ferron, l’une des consultantes, convainc Ubisoft de modifier une scène de momification publique dans un temple, jugée contraire à la « mentalité égyptienne » de l’époque. La collaboration des développeurs avec l'archéologue Jean-Pierre Houdin les amène également à adopter une partie de sa théorie de construction des pyramides égyptiennes par l'intérieur, en ajoutant à l'intérieur de la pyramide de Khéops une rampe interne et des antichambres, et ce des années avant que la recherche scientifique n'accrédite en partie l'existence de cette structure interne.
L'Egyptian Grammar: Being an Introduction to the Study of Hieroglyphs d’Alan Gardiner sert de base pour la langue des personnages non-joueurs, bien que les travaux de James Allen et Raymond Faulkner soient également utilisés. L’objectif n’est pas une reconstitution parfaitement fidèle, mais une Égypte crédible,. L’équipe s’inspire aussi des films et séries pour analyser la représentation pop-culturelle de l’Égypte antique, et adapte le jeu lorsque la partie historique nuit au gameplay ou au divertissement. Certaines villes, comme Alexandrie ou Memphis, sont agrandies par rapport à leur taille réelle pour renforcer l’impression d’échelle pharaonique. Ismail précise que lorsque des événements sont bien documentés, les artistes suivent le consensus historique. En revanche, pour les zones méconnues, ils laissent libre cours à leur créativité.

### Évolution dugameplay

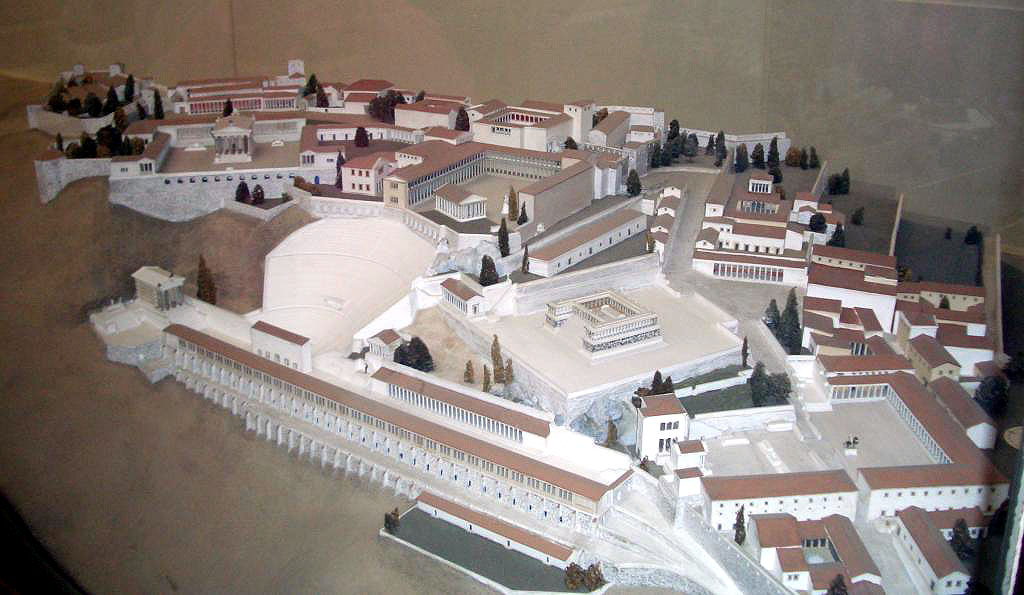
Pergame, ville antique ayant servi d'inspiration pour la reconstitution d'Alexandrie.

Assassin’s Creed Origins introduit une notion clé dans sa conception du monde ouvert : l’espace négatif. Plutôt que de créer un environnement surchargé d’activités, l’équipe intègre délibérément des zones vastes et vides, comme les déserts, pour renforcer l’immersion et le sentiment d’échelle. Ces moments de calme entre les séquences d’action permettent au joueur d’apprécier la beauté du paysage et de ressentir l’immensité de l’Égypte antique. Pour cela, le studio intègre des tempêtes de sable, tandis que les joueurs subissent des mirages s’ils restent trop longtemps exposés à la chaleur. Les villes possèdent des visuels distincts reflétant leurs origines. Pour Alexandrie, les développeurs s’inspirent de Pergame, en Turquie, dont l’architecture rappelle celle de l’ancienne cité égyptienne. Si la plupart des lieux sont créés manuellement, les artistes et programmeurs utilisent aussi la génération procédurale pour remplir les vastes étendues désertiques de rochers, d’herbes et d’arbres. La mini-carte de l’affichage tête haute est remplacée par une boussole, afin de réduire l’encombrement visuel et d’inciter les joueurs à explorer. Pour dynamiser le monde ouvert, l’équipe consacre beaucoup de temps à l’intelligence artificielle des personnages non-jouables. Ceux-ci suivent désormais des routines quotidiennes – travaillant le jour et dormant la nuit – tandis que les donneurs de quêtes se déplacent au lieu de rester statiques. Les joueurs peuvent même choisir le moment de la journée pour assassiner leurs cibles. Les différentes factions réagissent par ailleurs de manière unique aux actions du joueur,.

### Narration
Alain Mercieca devient directeur narratif du jeu après qu’un responsable cinématique a découvert sa pièce Squeegee Nights. Le développement du protagoniste, Bayek, est un défi pour l’équipe. Contrairement à Edward Kenway (Black Flag), dont l’identité de pirate était claire, Bayek doit incarner un Medjaÿ — une figure protectrice dans une Égypte en déclin. Pour éviter les incohérences narratives, les développeurs ancrent sa motivation dans une quête de vengeance après la mort de son fils. Bayek, se distingue des autres protagonistes de la série par sa maturité et son expérience. Ashraf Ismail le décrit comme un héros capable d’exprimer des émotions variées. Originaire de l’oasis de Siwa, Bayek incarne un mode de vie traditionnel et les valeurs égyptiennes. Sa quête personnelle mènera finalement à la création de la Confrérie des Assassins. Abubakar Salim, qui croit initialement auditionner pour une série animée nécessitant de la capture de mouvement, prête sa voix à Bayek. En 2020, un rapport de Bloomberg révèle qu’Ubisoft — notamment le service marketing et le directeur créatif Serge Hascoët — aurait cherché à minimiser le rôle des assassines dans plusieurs opus. Selon ces informations, Bayek devait initialement être blessé ou tué rapidement, laissant place à Aya comme personnage principal.

## Commercialisation

### Sorties
Après la sortie d’Assassin’s Creed Syndicate en 2015, dont les ventes furent inférieures à celles de ses prédécesseurs, Ubisoft décide de ne pas publier de nouvel Assassin's Creed en 2016. Le studio accorde une année supplémentaire de développement afin de « faire évoluer la mécanique de jeu » et de repositionner la saga comme une « franchise phare du monde ouvert ». Yves Guillemot, PDG d’Ubisoft, ajoute plus tard que cela permet également au studio de Montréal d’affiner le jeu et de tirer les leçons d’Assassin’s Creed Unity, dont le lancement problématique avait déçu les fans de la série. Jusqu’alors, Ubisoft avait sorti un nouvel opus chaque année depuis Assassin’s Creed II en 2009.
Assassin's Creed Origins est évoqué pour la première fois en janvier 2016, lorsque des sources de Kotaku suggérèrent que le jeu, alors surnommé Empire, se déroulerait dans l’Égypte antique,. Ubisoft l’annonce officiellement lors de la conférence Microsoft à l’E3 2017,. Le jeu sort mondialement le 27 octobre 2017 sur PlayStation 4, Windows et Xbox One. En plus de l'édition standard comprenant uniquement le jeu de base, différentes éditions sont proposées avec différents bonus, comme le season pass, différentes armes additionnelles, une carte du jeu, un artbook, la bande son ou encore une figure de Bayek et Senu. La version Stadia, quant à elle, est publiée le 15 décembre 2020,.

### Contenus additionnels
Ubisoft soutient activement le jeu après son lancement officiel. Plusieurs packs d'équipement sortent régulièrement,, tandis qu'un partenariat avec Square Enix, les créateurs de Final Fantasy XV, permet d'intégrer du contenu crossover entre les deux univers,. Les détenteurs du season pass bénéficient de deux extensions narratives. La première, Ceux qu'on ne voit pas, sort le 23 janvier 2018. Elle se déroule cinq ans après l'intrigue principale et suit Bayek et Amunet dans leur combat pour étendre l'influence de « Ceux qu'on ne voit pas » tout en libérant le Sinaï du joug romain. La seconde extension, La malédiction des Pharaons, initialement prévue pour le 6 mars, voit finalement sa date de sortie repoussée au 13 mars. Ce DLC plonge les joueurs au cœur de la mythologie égyptienne. Bayek se rend à Thèbes pour élucider une mystérieuse malédiction qui semble ressusciter d'anciens pharaons. Les deux extensions proposent de nouveaux contenus : niveau maximal relevé, tenues inédites, montures exclusives et équipements spéciaux viennent enrichir l'expérience de jeu.
Plusieurs mises à jour gratuites sont proposées pour le jeu. En décembre 2017, une nouvelle mission intitulée Here Comes a New Challenger fait son apparition, ajoutant une arène de gladiateur inédite à Cyrène. Cette mise à jour inclut aussi un mode de difficulté supplémentaire appelé Cauchemar, ainsi qu'un système d'échelle dynamique où les ennemis de bas niveau voient leur puissance s'ajuster à celle du joueur. L'éditeur publie également les Procès des Dieux, une série de missions permettant d'affronter des boss de haut niveau inspirés des divinités égyptiennes. Un mode New Game Plus est introduit en février 2018. Puis, en avril, une mise à jour spéciale pour PC débarque avec l'Animus Control Panel : cet outil permet aux joueurs de modifier divers paramètres de gameplay comme augmenter la vitesse de déplacement, activer une santé infinie, ou encore étoffer le nombre d'animaux apprivoisables.
Ubisoft lance le Discovery Tour en février 2018. Ce mode propose 75 visites guidées, chacune durant entre 5 et 25 minutes. Elles mettent en lumière les monuments emblématiques du jeu ainsi que les traditions sociales et le mode de vie des anciens égyptiens. Ces parcours s'appuient sur des informations académiques vérifiées par des historiens et égyptologues, issues de recherches menées par des universités et institutions comme le British Museum. Le Discovery Tour supprime totalement les combats, permettant aux enseignants de l'utiliser directement en classe avec leurs élèves. L'équipe a travaillé en collaboration avec des professionnels de l'éducation pour rendre l'expérience accessible et intuitive, laissant les joueurs explorer à leur rythme. Dans un article sur les jeux vidéo historiques, le magazine Damals souligne que ce mode marque une transformation : d'un produit de divertissement, il devient un outil pédagogique interactif. D'ailleurs, lors de son exposition Reines d'Égypte en 2018, le musée Pointe-à-Callière de Montréal intègre des images et séquences vidéo tirées du Discovery Tour. Une version standalone gratuite est publiée en mai 2020. Par la suite, des modes similaires sont ajoutés à Assassin's Creed Odyssey et Assassin's Creed Valhalla. Généralement, ce mode alternatif est bien reçu par les joueurs et critiques. Cependant, le Discovery Tour fait l'objet de vives critiques pour révisionnisme historique et inexactitudes concernant la société égyptienne de l'époque. Par exemple, il présente un système éducatif mixte, alors qu'en réalité, les femmes en étaient généralement exclues. Ces choix controversés alimentent les débats sur la représentation historique dans les médias interactifs,.
En juin 2022, Ubisoft déploie un correctif pour Origins qui améliore significativement l'expérience sur Xbox Series et PlayStation 5. Le patch permet désormais d'atteindre 60 images par seconde, offrant une fluidité bien supérieure à la version originale.

## Accueil

### Accueil critique

#### Réception générale
Assassin's Creed Origins reçoit des critiques « globalement favorables » de la part des journalistes, d'après l'agrégateur de notes Metacritic,,. Le jeu séduit par son monde ouvert de qualité et son système de combat repensé,. Les critiques soulignent également la richesse de son scénario et la profondeur de son personnage principal, Bayek. Certains, cependant, notent des répétitions dans les quêtes secondaires. Malgré cela, l'ensemble est perçu comme une renaissance réussie pour la franchise,.

#### Critique du monde ouvert
Le monde ouvert est globalement salué par la critique. GamesRadar loue la variété des designs de carte, écrivant que chaque région semble unique. IGN abonde dans ce sens et ajoute que chaque ville possède sa propre culture et architecture. Le site souligne également que le jeu offre un « délicieux sentiment de découverte », car il permet aux joueurs de tomber naturellement sur des lieux d’intérêt. De la même manière, Destructoid écrit qu’« à aucun moment Origins ne paraît inauthentique » et salue l’Égypte comme un cadre unique pour un jeu vidéo. Comme beaucoup d'autres, il explore le monde du jeu bien plus que dans les précédents Assassin’s Creed. Stephanie Chan, de VentureBeat, décrit l’Égypte comme « un spectacle à contempler », vantant la diversité du monde et les énigmes cachées dans les tombeaux et temples. GameSpot apprécie également ce cadre, qu’il qualifie de « vibrant et luxuriant ». Selon lui, le monde dégage une « forte impression de vie », bien que certaines zones soient trop vides. Il complimente les villes denses et détaillées, saluant le souci du détail d’Ubisoft. Dans sa critique pour PC Gamer, Christopher Livingston partage cet avis mais remarque que le niveau recommandé des zones rapproche Origins d’un jeu en ligne massivement multijoueur (MMO) et estime que cela crée « une impression de difficulté artificielle ».
En marge des critiques, Chris Naunton (université de Southampton) utilise Origins dans sa série Playing in the Past pour enseigner l’histoire de l’Égypte antique. Lui et beaucoup d’autres égyptologues saluent la représentation de l’époque, qualifiée de « meilleure visualisation de l’Égypte antique ». Néanmoins, le Discovery Tour suscite quelques critiques concernant sa représentation des femmes et des Noirs,,. Selon Tara Sewell-Lasater, Cléopâtre y serait dépeinte de manière sexiste, incarnant le stéréotype de la « femme fatale avide de pouvoir ». Concernant la représentation des Noirs, le jeu, bien qu’optant pour une Égypte multiraciale, est accusé de « blackwashing » et de perpétuer des stéréotypes coloniaux en différenciant implicitement les Africains subsahariens. Certains y voient aussi un regard orientaliste masquant les rapports de pouvoir coloniaux, bien que d’autres valorisent son effort pour décoloniser le savoir en mettant en avant les connaissances égyptiennes.

#### Critique dugameplay
GamesRadar loue la conception du jeu et salue l’équipe pour avoir abandonné les éléments traditionnels de la franchise, comme les combats à animations jumelées, les missions de filature et la surabondance d'objets à collectionner. Gamekult et IGN apprécient la suppression des missions d’infiltration forcées et l’ajout d’un système de parkour repensé, éliminant ainsi les frustrations des opus précédents,. Ce dernier applaudit également le nouveau système de progression, offrant plus de choix aux joueurs, ainsi que les combats axés sur l’action, qualifiés de « tendus ». Game Informer vante l’ouverture du jeu, qui laisse une grande liberté dans l’approche des objectifs, et décrit les combats comme plus dynamiques et engageants. VentureBeat juge le système de combat « imparfait mais globalement solide », tout en critiquant les segments mettant en scène Aya et Layla, perçus comme des interruptions du gameplay. Eurogamer estime que les combats représentent une nette amélioration par rapport aux précédents volets, reflétant la nouvelle orientation de la franchise. Le média souligne qu’ils demandent davantage de stratégie, surtout face à des ennemis variés, mais regrette leur manque d’originalité, notant qu’« où que l’on regarde dans Origins, on retrouve des choses déjà vues ailleurs ». IGN et GameSpot critiquent le système de verrouillage, jugé défaillant,. Ce dernier ajoute qu’il transforme « des batailles qui pourraient être tactiques et intenses en affrontements désorientants et maladroits ». GameSpot relève aussi que les contrôles en mode furtif sont moins réactifs que dans les anciens jeux, y voyant l’un des points faibles d’Origins.

#### Critique de l'intrigue
L'intrigue est généralement bien appréciée par la critique. GamesRadar approuve complètement les quêtes du jeu, soulignant que le démarrage d’une quête secondaire peut déclencher une série de missions narratives supplémentaires. IGN qualifie l’histoire de « délicieusement mystique » et « élaborée », tandis que GameSpot salue un récit qui équilibre avec succès « moments de déchirement et de sincérité ». IGN vante également les quêtes secondaires, jugées mémorables et peuplées de « personnages complexes et intéressants, aux motivations crédibles ». Destructoid note que si le jeu démarre lentement, l’intrigue autour du culte et de l’Ordre des Anciens gagne en profondeur et devient captivante. VentureBeat critique certaines missions de la campagne, notamment les assassinats de membres du culte, trouvées décevantes. Le média loue cependant les quêtes secondaires pour leur immersion dans le quotidien de l’Égypte antique, tout en déplorant leur répétitivité, les comparant à des « corvées ». PC Gamer dénonce un « remplissage particulièrement abusif », estimant que sur ses 28 heures de jeu, au moins huit ont été consacrées à du contenu secondaire « contre [sa] volonté ». Il ajoute que le joueur est souvent contraint de farmer des points d’expérience pour avancer dans l’histoire principale, ce qui rompt le rythme de la campagne.
Bayek reçoit un accueil enthousiaste de la critique et des joueurs, devenant l’un des personnages les plus marquants de la série Assassin’s Creed,,. Plusieurs médias le classent parmi les meilleurs protagonistes de jeux vidéo, et Giant Bomb le sacre « Meilleur nouveau personnage ». Son caractère contradictoire — à la fois père bienveillant et assassin impitoyable — suscite de nombreuses analyses,,. Pour Rock, Paper, Shotgun, il offre l’une des meilleures représentations de la paternité dans le jeu vidéo, tandis que Videogamer.com le juge supérieur à Ezio, pourtant icône de la saga. Game Informer salue sa noirceur humaine, rarement aussi bien traitée dans le medium, faisant de lui un protagoniste mémorable qui dépasse les archétypes classiques. Sa relation avec Aya est également encensée comme l’un des points forts narratifs d’Origins,. Kotaku souligne la profondeur de leur histoire conjugale, et Vice insiste sur la poignante authenticité de leur deuil partagé. Ce couple uni dans la douleur mais divisé par le destin apporte une dimension humaine au jeu, prouvant que la force d'Origins réside autant dans ses combats que dans la vérité de ses émotions.

### Ventes
En novembre 2017, Ubisoft annonce que les ventes d'Assassin's Creed Origins durant ses dix premiers jours de commercialisation sont deux fois plus importantes que celles d'Assassin's Creed Syndicate, avec un engagement des joueurs en hausse. Les versions numériques représentent 35 % des ventes, contre seulement 12 % pour Syndicate. Le jeu devient le jeu ayant vendu le plus de copies physiques au Royaume-Uni lors de sa première semaine de sortie, devançant des concurrents comme Super Mario Odyssey et Wolfenstein II: The New Colossus, pourtant sortis le même jour. Aux États-Unis, il se classe deuxième des ventes en octobre 2017, derrière La Terre du Milieu : L'Ombre de la guerre, puis troisième en novembre, devancé par Call of Duty: WWII et Star Wars Battlefront II,.
Au cours de la durée de vie des consoles de huitième génération, le jeu dépasse les 10 millions d'exemplaires vendus.

### Distinctions
Assassin's Creed Origins reçoit des critiques très positives à sa sortie, mais ses récompenses majeures sont limitées. Le jeu est nommé dans la catégorie « Meilleur jeu d'action-aventure » aux Game Awards 2017, sans remporter de prix. Il est également nommé aux BAFTA Games Awards dans trois catégories (jeu de l'anée, conception et performance d'acteur) et huit fois aux NAVGTR Awards, mais ne décroche aucune victoire. Malgré cela, son incarnation de l’Égypte antique et ses innovations RPG sont saluées, consolidant son statut parmi les opus marquants de la saga.
| Année | Récompense                                            | Catégorie                                  | Résultat   | Réf.    |
| ----- | ----------------------------------------------------- | ------------------------------------------ | ---------- | ------- |
| 2017  | Game Critics Awards                                   | Meilleur jeu du salon                      | Nomination | [ 149 ] |
| 2017  | Game Critics Awards                                   | Meilleur jeu console                       | Nomination | [ 149 ] |
| 2017  | Game Critics Awards                                   | Meilleur jeu d'action-aventure             | Nomination | [ 149 ] |
| 2017  | Golden Joystick Awards                                | Jeu de l'année                             | Nomination | [ 150 ] |
| 2017  | The Game Awards 2017                                  | Meilleur jeu d'action-aventure             | Nomination | [ 146 ] |
| 2017  | Titanium Awards                                       | Jeu de l'année                             | Nomination | [ 151 ] |
| 2017  | Titanium Awards                                       | Meilleure conception artistique            | Nomination | [ 151 ] |
| 2017  | Titanium Awards                                       | Meilleure narration                        | Nomination | [ 151 ] |
| 2017  | Titanium Awards                                       | Meilleur jeu d'action RPG                  | Nomination | [ 151 ] |
| 2017  | Titanium Awards                                       | Meilleure performance                      | Nomination | [ 151 ] |
| 2018  | Visual Effects Society Awards                         | Effets visuels exceptionnels               | Lauréat    | ,       |
| 2018  | Visual Effects Society Awards                         | Univers exceptionnel                       | Nomination | ,       |
| 2018  | DICE Awards                                           | Meilleur jeu d'aventure                    | Nomination | ,       |
| 2018  | DICE Awards                                           | Meilleure conception de personnage (Bayek) | Nomination | ,       |
| 2018  | DICE Awards                                           | Meilleure direction technique              | Nomination | ,       |
| 2018  | National Academy of Video Game Trade Reviewers Awards | Direction artistique                       | Nomination | [ 148 ] |
| 2018  | National Academy of Video Game Trade Reviewers Awards | Conception des contrôles                   | Nomination | [ 148 ] |
| 2018  | National Academy of Video Game Trade Reviewers Awards | Conception des costumes                    | Nomination | [ 148 ] |
| 2018  | National Academy of Video Game Trade Reviewers Awards | Jeu d'aventure                             | Nomination | [ 148 ] |
| 2018  | National Academy of Video Game Trade Reviewers Awards | Graphismes                                 | Nomination | [ 148 ] |
| 2018  | National Academy of Video Game Trade Reviewers Awards | Lumière                                    | Nomination | [ 148 ] |
| 2018  | National Academy of Video Game Trade Reviewers Awards | Bande sonore originale                     | Nomination | [ 148 ] |
| 2018  | National Academy of Video Game Trade Reviewers Awards | Utilisation du son                         | Nomination | [ 148 ] |
| 2018  | Italian Video Game Awards                             | Choix du public                            | Nomination | [ 156 ] |
| 2018  | Italian Video Game Awards                             | Jeu de l'année                             | Nomination | [ 156 ] |
| 2018  | SXSW Gaming Awards                                    | Excellence visuelle                        | Nomination | [ 157 ] |
| 2018  | SXSW Gaming Awards                                    | Excellence en animation                    | Nomination | [ 157 ] |
| 2018  | Game Developers Choice Awards                         | Meilleure technologie                      | Nomination | [ 158 ] |
| 2018  | British Academy Games Awards                          | Jeu de l'année                             | Nomination | ,       |
| 2018  | British Academy Games Awards                          | Conception de jeu                          | Nomination | ,       |
| 2018  | British Academy Games Awards                          | Performance (Abubakar Salim)               | Nomination | ,       |
| 2018  | ASCAP Composers' Choice Awards                        | Meilleure bande sonore                     | Nomination | [ 160 ] |

## Suite
Assassin's Creed Origins est suivi par Assassin's Creed Odyssey, qui se déroule dans la Grèce antique durant la guerre du Péloponnèse. Développé par Ubisoft Québec, ce nouvel opus approfondit les mécaniques de jeu introduites dans Origins, comme les combats RPG et les choix narratifs, tout en explorant les origines encore plus lointaines de la Confrérie des Assassins à travers une nouvelle lignée de mercenaires. Le jeu Assassin's Creed Valhalla, situé à l'époque viking, conclut la « trilogie mythologique des origines » en liant les récits des trois titres à travers des éléments scénaristiques communs, notamment la figure mystérieuse de Layla Hassan et les artefacts de la Première Civilisation.

#### Ouvrages
: document utilisé comme source pour la rédaction de cet article.
- Thomas Méreur, Les secrets d'Assassin's Creed: Révolutions, Third éditions, 2023, 258 p. (ISBN 978-2-37784-489-0).
- Alex Calvin, Assassin's Creed, le making of: 15e anniversaire, Larousse, 2023, 224 p. (ISBN 978-2-03-605465-3).
- Guillaume Delalande et Rocío Espín Piñar, Assassin's Creed Atlas : géographie - cartes - lieux, Hachette Heroes, 2019, 187 p. (ISBN 978-2-01-704495-6).
- Tout l'art de Assassin's Creed Origins, Hachette Heroes, 2017, 208 p. (ISBN 978-2-01-703219-9).
- (en) Assassin's Creed Origins: Prima Collector's Edition Guide, Prima Games, 2017, 352 p. (ISBN 978-0744018615).

#### Conférences
- [vidéo] « Rien n'est vrai, tout est permis : l'histoire avec Assassin's Creed Origins », Université de Lausanne, 19 avril 2018, 126:2 min (consulté le 29 mars 2025).
- (en) Nicholas Routhier, « Assassin's Creed Origins: Monitoring and Validation of World Design Data », sur Game Developers Conference, mars 2018.
- (en) Elitsa Alexandrova, « The Power of Music in the Immersive World of 'Assassin's Creed: Rogue' and 'Assassin's Creed Origins: The Curse of the Pharaohs' », sur Game Developers Conference, mars 2019.